# Franca Helg
Franca Helg (née le 21 février 1920 à Milan et morte le 4 juin 1989 dans la même ville) est une architecte et designer italienne.

## Biographie
Diplômée de l’École polytechnique de Milan en 1945, Franca Helg fut active tant en architecture que dans le secteur du design industriel. Elle a collaboré durant de nombreuses années avec Franco Albini, de 1951 à la mort d’Albini en 1977. Elle a également travaillé avec Marco Albini et Antonio Piva.

## Réalisations
Avec Franco Albini
- la boutique Olivetti à Paris ;

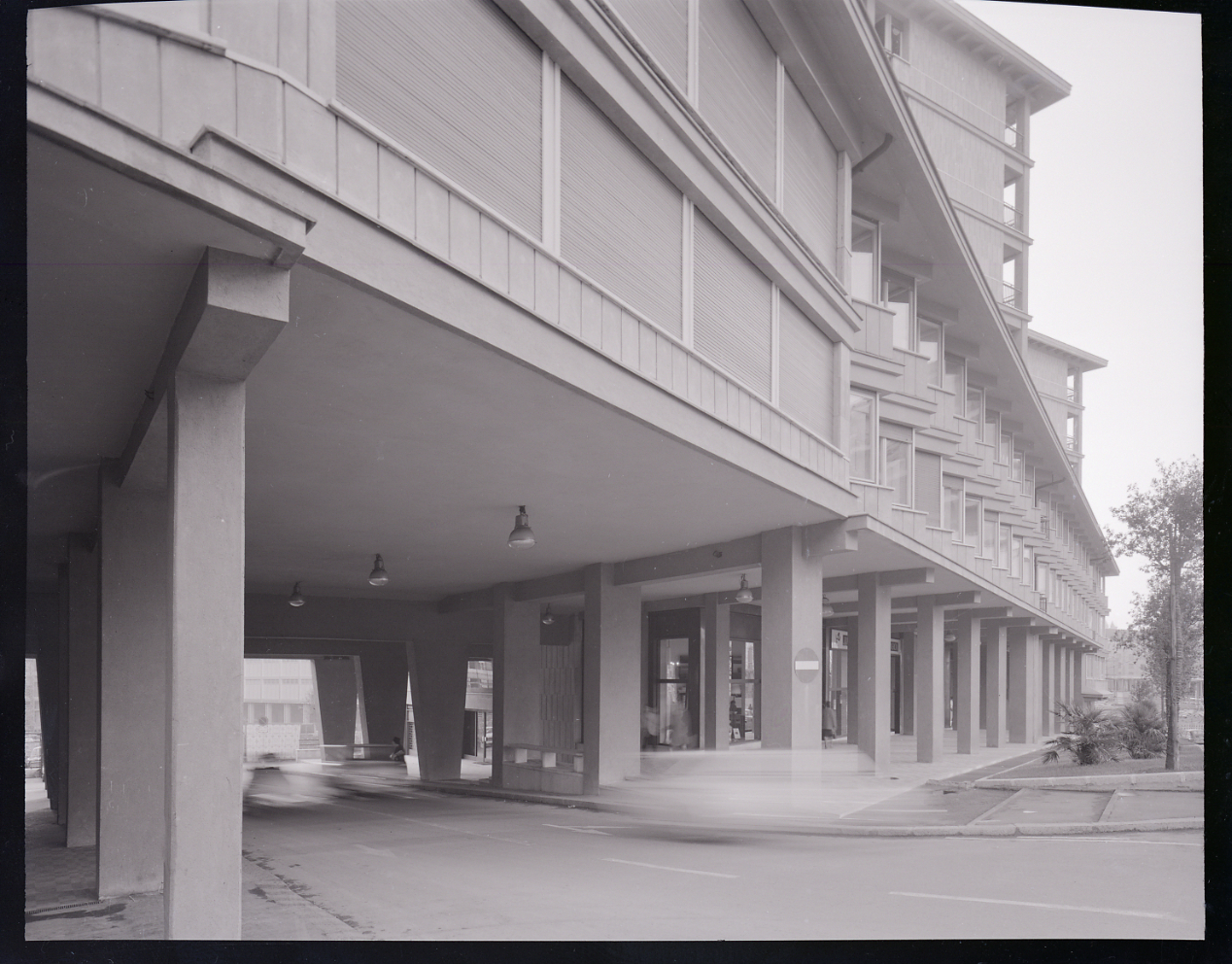
Le quartier de Piccapietra à Gênes projeté par les architectes Franco Albini et Franca Helg photographié par Paolo Monti

- Musei civici agli Eremitani (it) ;
- restauration du monumento sepolcrale di Margherita di Lussemburgo (it) ;
- le quartier de Piccapietra à Gênes
- station Molino Dorino du métro de Milan ;
- la Casa Zambelli, à Forlì

## Distinctions
Franca Helg a obtenu le prix Compasso d'Oro en 1964.